# Stanovți, Pernik
Stanovți (în bulgară Станьовци) este un sat în comuna Breznik, regiunea Pernik,  Bulgaria. 

## Demografie
Componența etnică a satului Stanovți
     Bulgari (100%)
     Nicio identificare (0%)
     Altele (0%)
La recensământul din 2011, populația satului Stanovți era de 69 locuitori. Din punct de vedere etnic, toți locuitorii erau bulgari.